# Rue des Immeubles-Industriels
La rue des immeubles-industriels (calle de los edificios industriales), antiguamente llamada Rue de l'Industrie-Saint-Antoine, es una vía del distrito 11 de París, cerca de la Plaza de la Nación.
Los edificios de esta calle fueron construidos a la iniciativa de la sociedad Cail para los artesanos del barrio de Saint-Antoine, siguiendo el espíritu de las comunidades utópicas del siglo XIX. Aunque fueron planeados para el año 1870, su apertura se retrasó hasta 1972-1973. 
Los 19 edificios, situados a ambos lados de la calle, acogían unos 2000 habitantes en 1881. Todos los trabajos de la industria parisina estaban representados: ebanistas, artilleros, cortadores de mármol, joyeros, costureros, etc. 
En los sótanos, las máquinas de vapor generaban la fuerza motriz que servía para realizar el trabajo en los talleres a través de un sistema de transmisión vertical y, de forma accesoria, calentaban el agua de la lavandería y de los baños. El primer piso y el entresuelo de cada edificio, que estaban encastrados en un armazón metálico, estaba ocupado por los talleres de fabricación, y por viviendas en su lado más cercano al patio interior. Los talleres y las viviendas estaban comunicados entre sí. Los artesanos también podían vivir y trabajar en los apartamentos situados en el resto del edificio, que eran espaciosos, luminosos y estaban provistos de agua corriente y gas. Los sótanos de ambos lados de la calle estaban conectados bajo tierra gracias a un túnel.

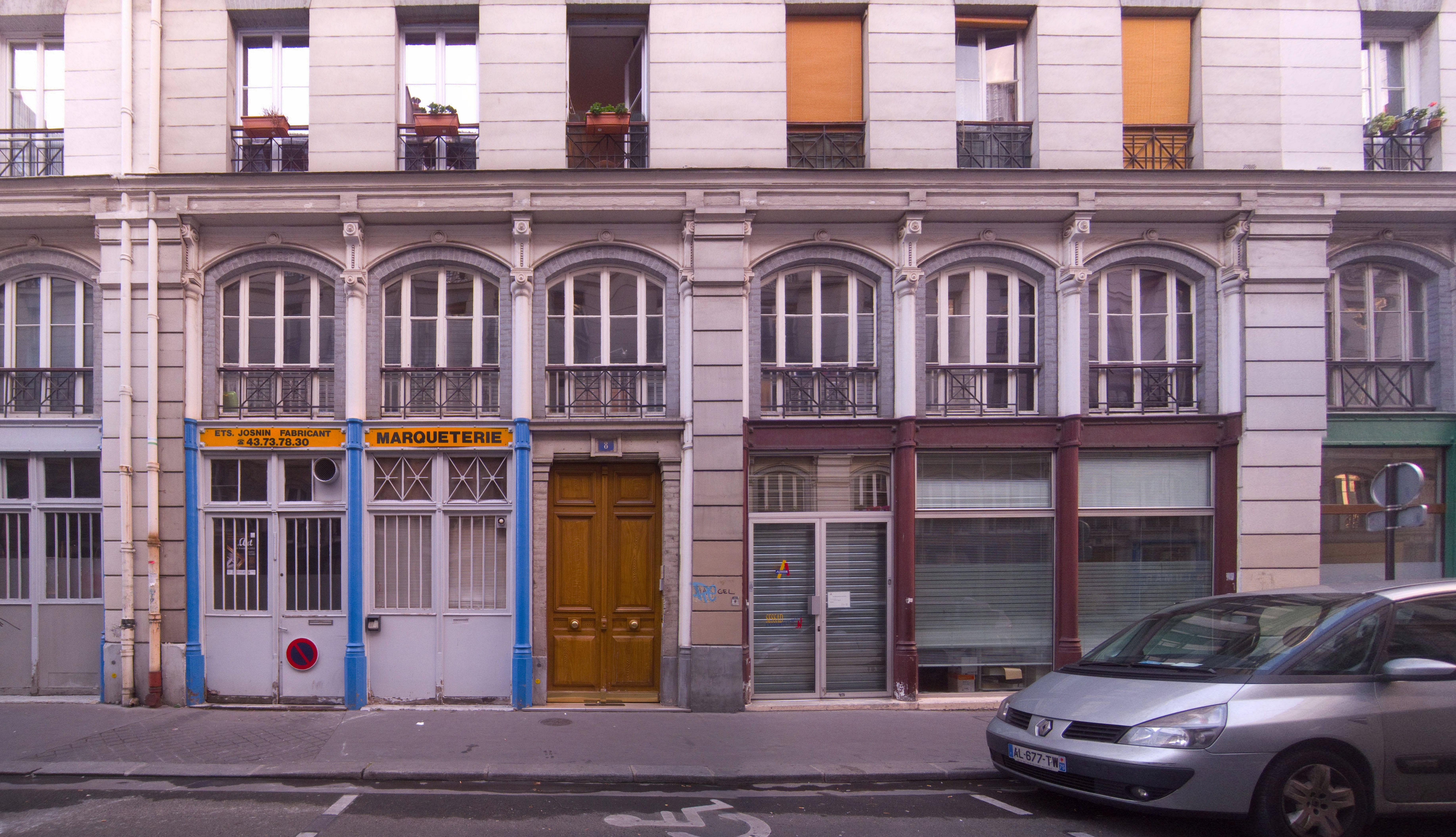
Fachada de un edificio de la calle.

Este conjunto, construido con mucha atención a los detalles por el arquitecto Emile Leménil, fue una de las únicas operaciones inmobiliarias que fueron presentadas en la Exposición Universal de 1878, donde recibió la medalla de oro. Los medios de comunicación de la época encomiaron la intención del proyecto de aunar trabajo obrero y vida doméstica. El conjunto de edificios fue inscrito en el registro de Monuments historiques (monumentos históricos) el 23 de julio de 1992.